# Крылатые кошки
«Крылатые кошки» (англ. Catwings) — цикл фэнтезийных детских книг о летающих кошках в современном мире, созданный американской писательницей Урсулой Ле Гуин в 1988—1999 годах. Включает четыре книги, издававшиеся по отдельности, а также в одном томе. На русском языке впервые изданы в 2014—2018 годах в переводе Виолетты Мининой.

## Состав цикла
- Крылатые кошки / англ. Catwings (1988)[1]
- Крылатые кошки возвращаются / англ. Catwings Return (1989)[2]
- Удивительный Александр и крылатые кошки / англ. Wonderful Alexander and the Catwings (1994)[3]
- Джейн сама по себе / англ. Jane On Her Own (1999)[4]

## Сюжет

### Крылатые кошки
У уличной кошки по именни Джейн Тэбби, живущей в городе под мусорным баком, по неизвестной причине рождаются четыре котёнка с крыльями — Джеймс, Роджер, Тельма и Харриет. Когда за одним из котят гонится собака, и ему удаётся спастись только взлетев, кошка понимает, что детям лучше покинуть полный опасностей город. К тому же сама она собирается выйти замуж за кота по имени Том Джонс, и ей будет не до детей. Котята улетают и осваиваются в лесу далеко за городом, привыкая к дикой жизни. Однажды на Джеймса нападает сова, из-за чего у него повреждается крыло. Вскоре Харриет сообщает остальным, что она видела двух людей, которые оставляли для неё еду на пне рядом с пасущимися на лугу коровами. Все котята летят посмотреть на людей и встречаются с братом и сестрой с ближайшей фермы, Хэнком и Сьюзен, которые начинают заботиться о необычных животных.

### Крылатые кошки возвращаются
Крылатые кошки счастливо живут в заброшенном амбаре чуть поодаль от фермы Хэнка и Сьюзен, которые заботятся о кошках, но никому не рассказывают о них. Проходит уже много времени с тех пор, как кошки улетели от мамы, и они решают навестить её. Все четверо пускаются в путь в город, однако обнаруживают, что их старый квартал разрушают огромные машины, и их мамы там нет. На чердаке дома, предназначенного под снос, они находят испуганного чёрного котёнка с такими же крыльями, как у них. Позже оказывается, что Джейн, как они назвали котёнка, — это их младшая сестра, а их мама живёт теперь в мансарде у пожилой женщины. Повидав маму, кошки улетают обратно на ферму, забрав с собой Джейн.

### Удивительный Александр и крылатые кошки
Обычный рыжий котёнок по имени Александр, живший со своими братьями и сёстрами и мамой на ферме, однажды отправляется на прогулку за пределы фермы. Его пугают огромные машины на дороге, а затем собаки заставляют забраться в лесу высоко на дерево, откуда он не может слезть. Внезапно к нему подлетает крылатая чёрная кошка, которой оказывается Джейн. Она помогает Александру спуститься и приводит его на ферму к крылатым кошкам. Александр остаётся жить с ними, при этом больше всего он дружит с Джейн, которая не умеет разговаривать: она произносит только слова «Мя-Я» (англ. Me) и «Ненавижу!» (англ. HATE!). Александру удаётся помочь Джейн заговорить, когда он понимает, что Джейн пережила в детстве травму, когда осталась одна на чердаке, полном злобных крыс.

### Джейн сама по себе
Время идёт, и Джейн становится скучно сидеть на одном месте. Она отправляется в одиночное путешествие в город. Устав и проголодавшись после дороги, она залетает в открытое окно в квартиру мужчины, который оказывается очень рад её появлению, хотя и сразу закрывает окно. Мужчина заботится о Джейн, но не выпускает её на улицу. Он приглашает домой важных людей в пиджаках с портфелями, а также операторов с камерами. Наконец, Джейн начинают показывать по телевидению, она становится знаменитостью. Однако Джейн не нравится ограничение её свободы, и однажды она незаметно выбегает из дома по лестнице. Она находит маму и остаётся вместе с нею жить в мансарде у старушки по имени Сара Вулф, которая понимает, что кошкам нужна свобода, и никогда не закрывает окна.

## Отзывы
Цикл о крылатых кошках сравнивали с другими произведениями писательницы. Так, отмечалась параллель между крылатыми кошками и летающими котами в книге «Планета Роканнона», хотя летающие коты по отношению к крылатым кошкам можно соотнести примерно как тигров по отношению к домашним кошкам. Аналогично, первые две книги цикла и третью его книгу сопоставляли с соотношением романа «Техану» к трилогии «Земноморье»: в них представлен тот же мир, но с более феминистской точки зрения.
Майк Кэдден называет третью книгу «Удивительный Александр и крылатые кошки» своего рода «Техану» для маленьких детей: обычный кот Александр выступает в ней как посредник для встречи с Другим. В целом, Александр, Джейн и четыре старших крылатых кошки являются тремя последовательными стадиями от человека к Другому. Автор отмечает, что цикл о крылатых кошках — это «самый игривый», но далеко не наименее важный из «мысленных экспериментов» Ле Гуин. Звери в нём — это не просто «люди с мехом», как, например, герои «Ветра в ивах»; с другой стороны, они не предстают и как собственно животные, которым придано сознание человека, как кролики в «Уотерширском холме». По мнению автора, у Ле Гуин крылатые кошки обладают человеческим сознанием, что сближает их с людьми, но также крыльями, что сближает их с драконами.
Кэдден отмечает также, что особенностью нарративной структуры цикла, в особенности первых двух книг, является передача мыслей главных героев через их диалоги друг с другом, а не через слова автора. В третьей и четвёртой книге внимание сосредоточено на индивидуальных персонажах, в том числе одном не говорящем (Джейн в третьей книге), поэтому авторский текст используется более интенсивно. Диалоги продолжают играть важную роль, однако внутренняя речь (мысли) персонажей в основном не раскрывается, оставляя их внутренний мир скрытым от читателя. Аналогично, кошки в книге могут коммуницировать между собой, но не с Хэнком и Сьюзен, оставаясь тайной для мира людей.
Книга «Удивительный Александр и крылатые кошки» также привлекала внимание обращением к детской травме: отмечалось, что, хотя многие авторы художественной литературы пытались исследовать детские травмы, лишь в немногих произведениях это сделано настолько чувствительно и деликатно, как в этой книге.